# Victor Negrescu
Victor Negrescu (Alba Iulia, 17 agosto 1985) è un politico rumeno.

## Biografia

### Formazione
Si è laureato presso l'Università dell'Ovest di Timișoara, per poi lavorare come consulente politico e nelle strutture locali del Partito Social Democratico (PSD), al quale ha aderito nel 2007, diventando successivamente vicepresidente della sezione del partito del distretto di Alba.
Ha conseguito un MBA in affari esecutivi e un dottorato in cooperazione allo sviluppo.

### Carriera accademica
Nel 2009 Negrescu ha iniziato a insegnare presso l'Università cristiana Dimitrie Cantemir a Bucarest. Dal 2012 è docente presso la Scuola nazionale di studi politici e amministrativi, dove ha promosso la creazione di un programma di Master in inglese sullo sviluppo, la cooperazione internazionale e gli aiuti umanitari, nonché l'istituzione di un centro di ricerca, l'Istituto per la cooperazione internazionale e lo sviluppo.

### Attività politica
Alle elezioni del 2014 è stato candidato al Parlamento europeo nelle liste della coalizione costruita intorno al PSD. Pur risultando il primo dei non eletti, ha ottenuto l'incarico di eurodeputato quando, prima dell'inizio della legislatura, la collega di partito Ecaterina Andronescu ha deciso di rinunciare al suo mandato. Al Parlamento europeo si è unito gruppo dell'Alleanza Progressista dei Socialisti e dei Democratici. Nel 2015 è stato eletto vice presidente del PSD a livello nazionale.
Nel giugno 2017 è diventato ministro delegato per gli affari europei nel governo di Mihai Tudose. Ha mantenuto il ruolo anche nel governo di Viorica Dăncilă, entrato in carica nel gennaio 2018. Nel novembre dello stesso anno, tuttavia, si è dimesso dalla funzione.
Il 22 agosto 2020 fu indicato come vicepresidente del PSD nel corso del congresso che elesse Marcel Ciolacu alla presidenza del partito. Il 9 novembre 2023 viene eletto questore del Parlamento europeo in sostituzione della slovacca Monika Beňová.
Nel 2024 è stato nominato vicepresidente del Parlamento europeo.

## Posizioni politiche
Nel 2021, Ștefănuță si è unito ad altri sette eurodeputati rumeni come cofirmatario di una lettera a Ursula von der Leyen e Maroš Šefčovič, in cui invitano la Commissione europea a impedire al Regno Unito di trattenere i cittadini dell'UE nei centri di rimozione dell'immigrazione.